# Paromomycin
Paromomycin (Handelsname: Humatin®) ist ein Aminoglykosid-Antibiotikum, das zur Behandlung von Infektionen im Verdauungstrakt verwendet wird. Paromomycin ist ein sehr altes Antibiotikum, das in jüngster Zeit eine neue Bedeutung bei der Behandlung der Leishmaniose erhalten hat. Es ähnelt stark dem Aminoglykosid-Antibiotikum Neomycin.

## Wirkungsmechanismus
Paromomycin wirkt wie die meisten Aminoglykosid-Antibiotika über die Hemmung der bakteriellen Proteinbiosynthese, indem das Antibiotikum an die 30S-Untereinheit der bakteriellen Ribosomen bindet. 
Paromomycin ist wirksam gegen gramnegative und grampositive Bakterien sowie Amöben und Bandwürmer im Darm. Peroral gegebenes Paromomycin wird nicht resorbiert.
Paromomycin wird aus Streptomyces rimosus gewonnen.

## Einsatzgebiete
Paromomycin wird seit langem eingesetzt zur Prophylaxe und Behandlung der hepatischen Enzephalopathie, indem die ammoniakbildende Darmflora stark reduziert und die Leber entlastet wird, ferner zur präoperativen Reduktion der Darmflora und schließlich zur Behandlung von Bandwürmern, Cryptosporidien und der Amöbenruhr. Für diese Anwendungsgebiete ist Paromomycin in Form von oral zu nehmenden Kapseln in vielen Ländern zugelassen.
Vom amerikanischen gemeinnützigen Institute for OneWorld Health wurde in den letzten Jahren in Indien durch intramuskuläre Injektion (IM) verabreichtes Paromomycin zur Behandlung der viszeralen Leishmaniose in klinischen Studien der Phase III geprüft. Paromomycin IM zeigte sich dort als nicht weniger wirksam als das Vergleichsmedikament Amphotericin B und wurde in Indien inzwischen auch für diese Indikation zugelassen. Die Weltgesundheitsorganisation hat Paromomycin IM 2007 in seine Liste der unverzichtbaren Arzneimittel aufgenommen. In den USA und in Europa erhielt OneWorld Health für Paromomycin IM zur Behandlung der Leishmaniose den Status eines Orphan-Arzneimittels; eine Zulassung liegt aber noch nicht vor.
Bei Katzen wurde der Wirkstoff erfolgreich bei Kryptosporidiose eingesetzt, aufgrund möglichen Nierenversagens gibt es aber keine generelle Therapieempfehlung.

## Kontraindikationen und Nebenwirkungen
Paromomycin darf nicht gegeben werden bei bekannter Überempfindlichkeit gegen Aminoglykosid-Antibiotika, bei schwerer Niereninsuffizienz, Darmverschluss und Myasthenia gravis. Auch während der Schwangerschaft und beim Stillen darf Paromomycin nicht angewendet werden.
Die häufigste Nebenwirkung bei oraler Gabe ist Durchfall; bei intramuskulärer Injektion wurden sehr häufig Schmerzen an der Injektionsstelle beobachtet.